# Stenasellus foresti
Stenasellus foresti är en kräftdjursart som beskrevs av Guy Magniez 2002. Stenasellus foresti ingår i släktet Stenasellus och familjen Stenasellidae. Inga underarter finns listade i Catalogue of Life.